# Túnel del Turó de Montcada
El Túnel del Turó de Montcada és un projecte de construcció d'un túnel ferroviari al Turó de Montcada. Aquest túnel seria el tercer túnel ferroviari de Collserola, després del túnel d'Horta de FGC, i l'únic de Renfe.
Aquest túnel serà construït per adif en virtud del pla de Rodalies de Barcelona 2010-2015. Aquest túnel permetrà que els serveis de Renfe Operadora de la línia 4 de Rodalies Barcelona estalviïn 10 minuts de viatge entre Barcelona i el Vallès Occidental passant de llarg 4 estacions. El desviament de la línia 4 no deixaria aquestes 4 estacions sense serveis, ja que aquestes seguirien estant servides per la línia 7.